# Byrknesøyna
Byrknesøyna er en ø ca. 80 kilometer nord for Bergen, i Gulen kommune i Vestland fylke i Norge.  Den ligger mellem fjordene Sognesjøen og  Fensfjorden, vest for øen Mjømna, omkring 13 km sydvest for kommunens administrationsby Eivindvik  Her ligger landsbyen Byrknes med 265 indbyggere (2009). 
4. november 2010 blev Byrknesøyna sammen med Mjømna og Sandøyna landfast da den nye  Brandangersundet bro, blev åbnet.
Vest og nordvest for Byrknesøyna er der en skærgård med over 1.000 øer, holme og skær. Ud for skærgården i havet mod  vest ligger Holmengrå fyr og lidt længere mod syd ligger Fedje.
Efter en periode med stagnation og fraflytning, har Byrknesøyna i de sidste ti – femten år vendt tendensen. Mange unge har bosat sig på øen og fiskeopdrætserhvervet har skabt nye arbejdspladser både på vandet og  i land. Det bor nu ca. 500 mennesker på Byrknesøyna.
Det højeste bjerg på Byrknesøy er Veten, 194 moh.

## Natur, friluftsliv, kultur og erhvervsliv
Byrknesøyna ligger længst mod vest i Gulen kommune, ud for Sandøyna og Mjømna. Af øerne sydvest for Byrknesøyna var det øen Åra som blev mest udsat for olieforurening efter Server-forliset ved Fedje i januar 2007. Der blev samlet over 12 ton olie bare omkring Åra. Ud over  Åra er Røytingja, Måøyna og Havrøyna de største øer  vest for Byrknesøyna. I nord ligger Kversøyna mod nordvest og Grima lige nord for Byrknesøyna. Mellem Grima og Byrknesøyna går der en meget smal øst-vestgående naturlig kanal, søndre Grimesund. Langs vestsiden af Grima går en nord-sydgående smal kanal som hedder Svartsundet.
Hele området vest for Byrknesøyna er eget brugt  til sportsfiskeri og kajaksejlads. Der er rigelig med fisk og skaldyr og der er mulighed for havfiskeri ved Holmengrå fyr som ligger i havet ret vest for Byrknseøy.
Landskabet på Byrknesøyna er en typisk vestlandsk lynghedelandskab. Det største fjeld ligger midt på øen (Veten – 194 moh.) og på en klar dag kan man herfra se Troll-platformen som ligger  i havet ca. 70 km mod vest. Der er flere afmærkede turruter på øen, bl.a. over Veten og omkring Måvatnet.
Af dyreliv findes der mængder af forskellige havfugle og en del havørne, , odder marsvin og og andre småhvaler. Det er også en del hjorte og urfugle på Byrknesøyna.
I Barvågen på Byrknes ligger Gulen Fiskarbondemuseum, som er opbygget ligesom et fiskerbondebrug var i 1800-tallet. Der er udstilling af gamle redskaber som man benyttede på den tid. 
Hovederhvervet på Byrknesøyna er fiskeri, og der er flere havbrug og opdrætsanlæg på øen. Byrknes Auto, som er en af landets største  operatører af køle- og frysebiler har sit hovedkvarter på Byrknes. Der er også en del  fårehold.